# Ліга сміху 2019
5-й сезон Ліги сміху розпочали 2 лютого 2019 з кастингу в Одесі.

## Судді
- Ольга Полякова
- Станіслав Боклан
- Євген Кошовий (до липня 2019)
- Гарік Бірча
- Сергій Сивохо
- Юрій Ткач

### Тренери-джокери
- Олена Кравець
- Олексій Потапенко
- Надія Дорофєєва
- Юрій Горбунов
- Владислав Яма
- Володимир Остапчук
- Катерина Кухар
- Володимир Дантес
- Дмитро Танкович

## Відбірковий тур
Трансляція відбіркового туру відбулася 1 та 8 березня 2019.
| Назва команди               | Місто                 | Тренер           |
| --------------------------- | --------------------- | ---------------- |
| Днепр                       | Дніпро                | джокер           |
| «Fazzers»                   | Полтава               | джокер           |
| «Таа-та-та»                 | Кам'янське            | Сергій Сивохо    |
| Дикий молодняк              | Харків                | Сергій Сивохо    |
| «Ветерани космічних військ» | Київ-Остер-Прилуки    | Станіслав Боклан |
| «Отдыхаем вместе»           | Хмельницький          | Станіслав Боклан |
| «Пошло-поехало»             | Миколаїв-Тернопіль    | Ольга Полякова   |
| «Как по маслу»              | Баку                  | Ольга Полякова   |
| «30+»                       | Житомир               | Ігор Бірча       |
| «Я так и знала»             | Хайфа                 | Ігор Бірча       |
| Збірна Кременчука «Лукас»   | Кременчук             | Євген Кошовий    |
| «Мультивірмени»             | Єреван                | Євген Кошовий    |
| «Наш формат»                | Кам'янець-Подільський | Юрій Ткач        |
| «Моя провінція»             | Вінниця               | Юрій Ткач        |
| «Млека»                     | Дніпро                | Н/Д              |
| «ХПЗЯ»                      | Бердянськ             | Н/Д              |
| «7'я»                       | Чернігів              | Н/Д              |
| «Колян Игорян»              | Дніпро                | Н/Д              |
| «Збірна Мелітополя»         | Мелітополь            | Н/Д              |
| «Юность»                    | Ширяєве               | Н/Д              |

## Перший етап
Трансляція на телебаченні відбулася 15 та 22 березня на телеканалі «1+1».

### 1 гра
Тема гри: Невипадкові знайомства (знайомство тренера з командою)
Тренер-джокер в цій грі був Олексій Потапенко («Потап») у команди «Днепр».
| Назва команди     | Гарік | Юрій | Сергій | Ольга | Станіслав | Євген | Олексій | Підсумок |
| ----------------- | ----- | ---- | ------ | ----- | --------- | ----- | ------- | -------- |
| «Днепр»           | 1     | 1    | 1      | 1     | 1         | 1     | ⭐️      | 6        |
| «Дикий молодняк»  | 1     | 1    | ⭐️     | 1     | 1         | ×     | 1       | 5        |
| «Я так и знала»   | ⭐️    | 1    | 1      | 1     | ×         | 1     | 1       | 5        |
| Збірна Кременчука | 1     | 1    | ×      | 1     | 1         | ⭐️    | 1       | 5        |
| «Как по маслу»    | 1     | 1    | ×      | ⭐️    | 1         | 1     | 1       | 5        |
| «Наш формат»      | 1     | ⭐️   | 1      | 1     | 1         | 1     | 1       | 6        |
| «Отдыхаем вместе» | 1     | 1    | 1      | 1     | ⭐️        | 1     | 1       | 6        |

1. ^ Тренер-джокер

| Команда           | 1-й раунд | 2-й раунд | 3-й раунд |
| ----------------- | --------- | --------- | --------- |
| «Дикий молодняк»  | 1         | 3         |           |
| «Я так и знала»   | -         | -         | 5         |
| Збірна Кременчука | 2         |           |           |
| «Как по маслу»    | -         | -         | -         |

За результатом першої гри сезон покидає команда «Как по маслу», тренером якої була Ольга Полякова.

### 2 гра
Тема гри: Невипадкові знайомства (знайомство тренера з командою)
Тренер-джокер в цій грі була Надія Дорофєєва у команди «Fazzers».
| Назва команди               | Гарік | Юрій | Сергій | Ольга | Станіслав | Євген | Надія | Підсумок |
| --------------------------- | ----- | ---- | ------ | ----- | --------- | ----- | ----- | -------- |
| «Моя провінція»             | 1     | ⭐️   | 1      | 1     | 1         | 1     | 1     | 6        |
| «Fazzers»                   | 1     | 1    | 1      | 1     | 1         | 1     | ⭐️    | 6        |
| «30+»                       | ⭐️    | 1    | 1      | 1     | 1         | 1     | 1     | 6        |
| «Таа-та-та»                 | 1     | 1    | ⭐️     | 1     | ×         | 1     | 1     | 5        |
| Мультиармяне                | 1     | 1    | ×      | 1     | 1         | ⭐️    | 1     | 5        |
| «Пошло-поехало»             | 1     | 1    | ×      | ⭐️    | 1         | 1     | 1     | 5        |
| «Ветерани космічних військ» | 1     | 1    | 1      | 1     | ⭐️        | 1     | 1     | 6        |

1. ^ Тренер-джокер

| Команда         | 1-й раунд | 2-й раунд |
| --------------- | --------- | --------- |
| «Таа-та-та»     | -         | 3         |
| Мультиармяне    | -         | 2         |
| «Пошло-поехало» | 4         |           |

За результатом другої гри сезон покидає команда Мультиармяне, тренером якої був Євген Кошовий.

## Другий етап
Трансляція на телебаченні відбулася 29 березня та 5 квітня на телеканалі «1+1».

### 1 гра
Тема гри: Великі політики

Кожна команда виступала зі своїм відомим політиком: «30+» — Лінкольн, «Fazzers» — Наполеон, «Отдыхаем вместе» — Цінь Ши Хуан-ді, «Дикий молодняк» — Вінстон Черчилль, «Пошло-поехало» — Володимир Великий, «Моя провінція» — Юлій Цезар.
Тренер-джокер в цій грі був Владислав Яма у команди «Fazzers».
| Назва команди     | Гарік | Юрій | Сергій | Ольга | Станіслав | Євген | Владислав | Підсумок |
| ----------------- | ----- | ---- | ------ | ----- | --------- | ----- | --------- | -------- |
| «30+»             | ⭐️    | 1    | ×      | 1     | 1         | 1     | 1         | 5        |
| «Fazzers»         | 1     | 1    | 1      | 1     | ×         | 1     | ⭐️        | 5        |
| «Отдыхаем вместе» | 1     | 1    | 1      | 1     | ⭐️        | 1     | 1         | 6        |
| «Дикий молодняк»  | 1     | 1    | ⭐️     | 1     | 1         | ×     | 1         | 5        |
| «Пошло-поехало»   | 1     | 1    | 1      | ⭐️    | 1         | 1     | 1         | 6        |
| «Моя провінція»   | 1     | ⭐️   | 1      | 1     | 1         | 1     | 1         | 6        |

1. ^ Тренер-джокер

| Команда          | 1-й раунд | 2-й раунд |
| ---------------- | --------- | --------- |
| «30+»            | 4         |           |
| «Fazzers»        | -         | 2         |
| «Дикий молодняк» | -         | 3         |

За результатом першої гри сезон покидає команда «Fazzers», тренером-джокером якої в цій грі був Влад Яма.

### 2 гра
Тема гри: Великі коміки
Кожна команда виступала зі своїм відомим коміком: Збірна Кременчука — Джим Керрі, «Наш формат» — Джекі Чан, «Я так и знала» — Ровен Аткінсон («Містер Бін»), «Ветерани космічних військ» — Юрій Нікулін, «Таа-та-та» — Луї де Фюнес, «Днепр» — Тарапунька та Штепсель.
Тренер-джокер в цій грі був Юрій Горбунов у команди «Днепр».
| Назва команди               | Гарік | Юрій Т. | Сергій | Ольга | Станіслав | Євген | Юрій Г. | Підсумок |
| --------------------------- | ----- | ------- | ------ | ----- | --------- | ----- | ------- | -------- |
| Збірна Кременчука           | 1     | 1       | ×      | 1     | 1         | ⭐️    | 1       | 5        |
| «Наш формат»                | 1     | ⭐️      | ×      | 1     | 1         | 1     | 1       | 5        |
| «Я так и знала»             | ⭐️    | 1       | 1      | ×     | 1         | 1     | 1       | 5        |
| «Ветерани космічних військ» | 1     | 1       | 1      | 1     | ⭐️        | 1     | 1       | 6        |
| «Таа-та-та»                 | 1     | ×       | ⭐️     | 1     | 1         | 1     | 1       | 5        |
| «Днепр»                     | 1     | 1       | 1      | 1     | 1         | 1     | ⭐️      | 6        |

1. ^ Тренер-джокер

| Команда           | 1-й раунд | 2-й раунд | 3-й раунд |
| ----------------- | --------- | --------- | --------- |
| Збірна Кременчука | 1         | 4         |           |
| «Наш формат»      | 2         |           |           |
| «Я так и знала»   | -         | -         | 4         |
| «Таа-та-та»       | -         | -         | 1         |

За результатом першої гри сезон покидає команда «Таа-та-та», тренером якої був Сергій Сивохо.

## Третій етап
Трансляція на телебаченні відбулася 12 та 19 квітня на телеканалі «1+1».

### 1 гра
Тема гри: Стародавні ремесла
Кожна команда показувала свою професію (ремесло): «Наш формат» — коваль, «Ветерани космічних військ» — чоботар, «Дикий молодняк» — пекар, «30+» — столяр, «Днепр» — ювелір.
Тренер-джокер в цій грі був Володимир Остапчук у команди «Днепр». Також замість Ольги Полякової в журі сиділа Олена Кравець.
| Назва команди               | Гарік | Юрій | Сергій | Олена | Станіслав | Євген | Володимир | Підсумок |
| --------------------------- | ----- | ---- | ------ | ----- | --------- | ----- | --------- | -------- |
| «Наш формат»                | 1     | ⭐️   | ×      | 1     | 1         | 1     | 1         | 5        |
| «Ветерани космічних військ» | 1     | 1    | 1      | 1     | ⭐️        | 1     | 1         | 6        |
| «Дикий молодняк»            | 1     | 1    | ⭐️     | ×     | 1         | 1     | 1         | 5        |
| «30+»                       | ⭐️    | 1    | 1      | 1     | 1         | 1     | 1         | 6        |
| «Днепр»                     | 1     | 1    | 1      | 1     | 1         | 1     | ⭐️        | 6        |

| Команда          | Гарік | Юрій | Сергій | Олена | Станіслав | Євген | Володимир | Підсумок |
| ---------------- | ----- | ---- | ------ | ----- | --------- | ----- | --------- | -------- |
| «Наш формат»     | 1     | ⭐️   |        | 1     | 1         | ×     | 1         | 4        |
| «Дикий молодняк» | ×     |      | ⭐️     | ×     | ×         | 1     | ×         | 1        |

За результатом першої гри сезон покидає команда «Дикий молодняк», тренером якої був Сергій Сивохо. Таким чином Сергій втратив останню команду.

### 2 гра
Тема гри: Рідкісні професії
Кожна команда показувала свою рідкісну професію: «Моя провінція» — пірнальник за перлами, «Я так и знала» — астролог, «Пошло-поехало» — тореадор, «Отдыхаем вместе» — парфумер, Збірна Кременчука — винороб.
В цій грі небуло тренера-джокера, оскільки єдина команда з джокером («Днепр») не брала участь у грі. Таким чином у кріслах сиділи тільки 6 суддів, а максимальний бал за конкурс полотно був «5».
| Назва команди     | Гарік | Юрій | Сергій | Олена | Станіслав | Євген | Підсумок |
| ----------------- | ----- | ---- | ------ | ----- | --------- | ----- | -------- |
| «Моя провінція»   | 1     | ⭐️   | ×      | 1     | 1         | 1     | 4        |
| «Я так и знала»   | ⭐️    | 1    | 1      | 1     | ×         | 1     | 4        |
| «Пошло-поехало»   | 1     | 1    | 1      | ⭐️    | 1         | 1     | 5        |
| «Отдыхаем вместе» | ×     | 1    | 1      | 1     | ⭐️        | 1     | 4        |
| Збірна Кременчука | 1     | 1    | ×      | 1     | 1         | ⭐️    | 4        |

| Команда             | 1-й раунд | 2-й раунд | 3-й раунд |
| ------------------- | --------- | --------- | --------- |
| «Моя провінція»     | -         | 2         |           |
| «Я так и знала»     | -         | -         | -         |
| «Отдыхаем вместе»   | -         | 1         | 4         |
| «Збірна Кременчука» | 2         |           |           |

За результатом другої гри сезон покидає команда «Я так и знала», тренером якої був Гарік Бірча.

## 1/8 фіналу
Трансляція на телебаченні відбулася 4 та 11 вересня на телеканалі «1+1».

### 1 гра
Тема гри: Фільми по книгам
Кожній команді дістався свій твір: «Моя провінція» — «Гамлет», Збірна Кременчука — «Вій», «Ветерани космічних військ» — «Володар перснів», «Днепр» — «10 негритят» («І не лишилось жодного»).
Тренер-джокер в цій грі була Катерина Кухар у команди «Днепр». Ця гра була першою після президентських виборів, через які на місці ведучого Євген Кошовий замінив Володимира Зеленського. Замість того, щоб запрошувати нового тренера, команді Євгена — Збірна Кременчука — дали вибрати новогр тренера серед тих, які втратили одну і більше команд. Вибір Збірної Кременчука випав на Гаріка Бірчу. Вакантне місце Євгена було вирішено залишити порожнім. Таким чином, максимальний бал за конкурс складав 5 балів.
| Назва команди               | Гарік | Юрій | Сергій | Ольга | Станіслав | Катерина | Підсумок |
| --------------------------- | ----- | ---- | ------ | ----- | --------- | -------- | -------- |
| «Моя провінція»             | 1     | ⭐️   | ×      | 1     | 1         | 1        | 4        |
| Збірна Кременчука           | ⭐️    | 1    | 1      | 1     | 1         | 1        | 5        |
| «Ветерани космічних військ» | 1     | 1    | 1      | 1     | ⭐️        | 1        | 5        |
| «Днепр»                     | 1     | 1    | 1      | 1     | 1         | ⭐️       | 5        |

В другому конкурсі команди показували пародію: «Моя провінція» — фільм «Хатіко», Збірна Кременчука — черговий вихід на біс Лучано Паваротті, «Ветерани космічних військ» — українські ток-шоу, «Днепр» — серіал «Слуга народу» та Станіслав Боклан.
| Назва команди               | Гарік | Юрій | Сергій | Ольга | Станіслав | Катерина | Підсумок | Сума балів |
| --------------------------- | ----- | ---- | ------ | ----- | --------- | -------- | -------- | ---------- |
| «Моя провінція»             | 1     | ⭐️   | ×      | 1     | 1         | 1        | 4        | 8          |
| Збірна Кременчука           | ⭐️    | ×    | ×      | 1     | ×         | 1        | 2        | 7          |
| «Ветерани космічних військ» | 1     | 1    | ×      | 1     | ⭐️        | 1        | 4        | 9          |
| «Днепр»                     | 1     | 1    | 1      | 1     | 1         | ⭐️       | 5        | 10         |

За результатом першої гри сезон покидає команда Збірна Кременчука, тренером якої у цій грі був Гарік Бірча.

### 2 гра
Тема гри: Мультфільми по казкам
Кожній команді дістався свій твір: «30+» — «Бременські музиканти», «Пошло-поехало» — «Алладін», «Отдыхаем вместе» — «Пригоди барона Мюнхгаузена», «Наш формат» — «Аліса у Дивокраї».
В цій грі небуло тренера-джокера, оскільки єдина команда з джокером («Днепр») не брала участь у грі. Також місце Євгена Кошового залишилося вільним, тому максимасльний бал за конкурс був 4 бали.
| Назва команди     | Гарік | Юрій | Сергій | Олена | Станіслав | Підсумок |
| ----------------- | ----- | ---- | ------ | ----- | --------- | -------- |
| «30+»             | ⭐️    | 1    | 1      | 1     | 1         | 4        |
| «Пошло-поехало»   | 1     | 1    | 1      | ⭐️    | 1         | 4        |
| «Отдыхаем вместе» | 1     | 1    | 1      | 1     | ⭐️        | 4        |
| «Наш формат»      | 1     | ⭐️   | 1      | 1     | 1         | 4        |

В другому конкурсі команди показували пародію: «30+» — «Beatles» з Житомиру, «Пошло-поехало» — Борис Бурда, «Отдыхаем вместе» — «Аншлаг», «Наш формат» — Mozgi.
| Назва команди     | Гарік | Юрій | Сергій | Олена | Станіслав | Підсумок | Сума балів |
| ----------------- | ----- | ---- | ------ | ----- | --------- | -------- | ---------- |
| «30+»             | ⭐️    | 1    | 1      | 1     | 1         | 4        | 8          |
| «Пошло-поехало»   | 1     | 1    | 1      | ⭐️    | 1         | 4        | 8          |
| «Отдыхаем вместе» | 1     | 1    | 1      | 1     | ⭐️        | 4        | 8          |
| «Наш формат»      | 1     | ⭐️   | 1      | 1     | 1         | 4        | 8          |

Битву оцінював лише Сергій Сивохо, оскільки в ній змагалися команди усіх інших тренерів. 
| Назва команди     | Рішення суддів |
| ----------------- | -------------- |
| «30+»             | Проходить далі |
| «Пошло-поехало»   | Проходить далі |
| «Отдыхаем вместе» | Вибуває        |
| «Наш формат»      | Проходить далі |

За результатом першої гри сезон покидає команда «Отдыхаем вместе», тренером якої був Станіслав Боклан.

## 1/4 фіналу
Трансляція на телебаченні відбулася 18 та 25 жовтня на телеканалі «1+1».

### 1 гра
Тема гри: містика
Кожна команда обігрувала свій містичний сюжет: «30+» — Снігова людина, «Моя провінція» — Чудовисько озера Лох-Несс, «Днепр» — Летючий голландець.
Тренер-джокер в цій грі був Володимир Дантес у команди «Днепр». 
| Назва команди   | Гарік | Юрій | Сергій | Ольга | Станіслав | Володимир | Підсумок |
| --------------- | ----- | ---- | ------ | ----- | --------- | --------- | -------- |
| «30+»           | ⭐️    | 1    | ×      | 1     | 1         | 1         | 4        |
| «Моя провінція» | 1     | ⭐️   | 1      | 1     | ×         | 1         | 4        |
| «Днепр»         | 1     | 1    | 1      | 1     | 1         | ⭐️        | 5        |

| Назва команди   | Гість                                | Гарік | Юрій | Сергій | Ольга | Станіслав | Володимир | Підсумок | Сума балів |
| --------------- | ------------------------------------ | ----- | ---- | ------ | ----- | --------- | --------- | -------- | ---------- |
| «Моя провінція» | Дмитро Гоян («Загорецька Л. С.»)     | 1     | ⭐️   | ×      | 1     | 1         | 1         | 4        | 8          |
| «Днепр»         | Анастасія Оруджова («Трио „Разные“») | 1     | 1    | 1      | 1     | 1         | ⭐️        | 5        | 10         |
| «30+»           | Тетяна Песик («V.I.P.»)              | ⭐️    | 1    | 1      | ×     | 1         | 1         | 4        | 8          |

| Назва команди   | Гарік | Юрій | Сергій | Ольга | Станіслав | Володимир | Підсумок | Сума балів |
| --------------- | ----- | ---- | ------ | ----- | --------- | --------- | -------- | ---------- |
| «Моя провінція» | 1     | ⭐️   | ×      | 1     | 1         | 1         | 4        | 12         |
| «30+»           | ⭐️    | 1    | ×      | 1     | 1         | 1         | 4        | 12         |
| «Днепр»         | 1     | 1    | 1      | 1     | 1         | ⭐️        | 5        | 15         |

| Назва команди   | Гарік | Юрій | Сергій | Ольга | Станіслав | Володимир | Підсумок |
| --------------- | ----- | ---- | ------ | ----- | --------- | --------- | -------- |
| «Моя провінція» |       | ⭐️   | ×      | 1     | ×         | ×         | 1        |
| «30+»           | ⭐️    |      | 1      | ×     | 1         | 1         | 3        |

За результатом першої гри сезон покидає команда Моя провінція, тренером якої був Юрій Ткач.

### 2 гра
Тема гри: реальність
Кожна команда обігрувала свій містичний сюжет: «Наш формат» — Кайлас, «Пошло-поехало» — Бермудський трикутник, «Ветерани космічних військ» — Стоунхендж.
В цій грі небуло тренера-джокера. Тому суддів було лише 5.
| Назва команди               | Гарік | Юрій | Сергій | Ольга | Станіслав | Підсумок |
| --------------------------- | ----- | ---- | ------ | ----- | --------- | -------- |
| «Наш формат»                | 1     | ⭐️   | 1      | 1     | ×         | 3        |
| «Пошло-поехало»             | ×     | 1    | 1      | ⭐️    | 1         | 3        |
| «Ветерани космічних військ» | 1     | 1    | 1      | 1     | ⭐️        | 4        |

| Назва команди               | Гість                               | Гарік | Юрій | Сергій | Ольга | Станіслав | Підсумок | Сума балів |
| --------------------------- | ----------------------------------- | ----- | ---- | ------ | ----- | --------- | -------- | ---------- |
| «Пошло-поехало»             | Марк («Прозрачный гонщик»)          | 1     | 1    | 1      | ⭐️    | 1         | 4        | 7          |
| «Ветерани космічних військ» | Віктор Розовий («Загорецька Л. С.») | 1     | 1    | 1      | 1     | ⭐️        | 4        | 8          |
| «Наш формат»                | Тарас Стадницький («V.I.P.»)        | 1     | ⭐️   | 1      | 1     | 1         | 4        | 7          |

| Назва команди               | Гарік | Юрій | Сергій | Ольга | Станіслав | Підсумок | Сума балів |
| --------------------------- | ----- | ---- | ------ | ----- | --------- | -------- | ---------- |
| «Пошло-поехало»             | 1     | ×    | 1      | ⭐️    | 1         | 3        | 10         |
| «Наш формат»                | 1     | ⭐️   | 1      | 1     | 1         | 4        | 11         |
| «Ветерани космічних військ» | 1     | 1    | 1      | 1     | ⭐️        | 4        | 12         |

Попри те, що «Наш формат» набрали більше балів, ніж «Пошло-поехало», ці команди все-одно зіграли битву, оскільки Ольга помилилася при оцінювані попереднього конкурсу.
| Назва команди   | Гарік | Юрій | Сергій | Ольга | Станіслав | Підсумок |
| --------------- | ----- | ---- | ------ | ----- | --------- | -------- |
| «Пошло-поехало» | ×     |      | 1      | ⭐️    | ×         | 1        |
| «Наш формат»    | 1     | ⭐️   | ×      |       | 1         | 2        |

За результатом першої гри сезон покидає команда «Пошло-поехало», тренером якої була Ольга Полякова.

## 1/2 фіналу
Трансляція на телебаченні відбулася 1 та 8 листопада 2019 року.

## Фінал
Трансляція на телебаченні відбулася 15 листопада на телеканалі «1+1».